# Campeonato Mundial de Tiro con Arco en Sala de 2018
El XIV Campeonato Mundial de Tiro con Arco en Sala se celebró en Yankton (Estados Unidos) entre el 14 y el 19 de febrero de 2018 bajo la organización de la Federación Internacional de Tiro con Arco (World Archery) y la Federación Eastadounidense de Tiro con Arco.
Las competiciones se realizaron en el NFAA Easton Yankton Archery Center de la ciudad estadounidense.

## Medallistas

### Masculino
| Evento                            | Oro                                                                | Plata                                                    | Bronce                                                     |
| --------------------------------- | ------------------------------------------------------------------ | -------------------------------------------------------- | ---------------------------------------------------------- |
| Arco recurvo individual (18.02)   | Sjef van den Berg · Países Bajos                                   | Daisuke Tomatsu Japón                                    | Taylor Worth Australia                                     |
| Arco recurvo por equipo (18.02)   | Sjef van den Berg · Rick van der Ven · Steve Wijler · Países Bajos | Astin Darcy Ryan Tyack Taylor Worth Australia            | Olexi Hunbin · Heorhi Ivanytsky · Viktor Ruban · Ucrania   |
| Arco compuesto individual (19.02) | Mike Schloesser · Países Bajos                                     | Sergio Pagni · Italia                                    | Jesse Broadwater Estados Unidos                            |
| Arco compuesto por equipo (19.02) | Jesse Broadwater Tate Morgan Kristofer Schaff Estados Unidos       | Viviano Mior · Sergio Pagni · Alberto Simonelli · Italia | Peter Elzinga · Sil Pater · Mike Schloesser · Países Bajos |

### Femenino
| Evento                            | Oro                                                         | Plata                                                                 | Bronce                                                                    |
| --------------------------------- | ----------------------------------------------------------- | --------------------------------------------------------------------- | ------------------------------------------------------------------------- |
| Arco recurvo individual (19.02)   | Elena Richter · Alemania                                    | Aída Román · México                                                   | Audrey Adiceom Francia                                                    |
| Arco recurvo por equipo (19.02)   | Michelle Kroppen · Elena Richter · Lisa Unruh · Alemania    | Tuyana Dashidorzhiyeva · Yelena Osipova · Sayana Tsyrempilova · Rusia | Veronika Marchenko · Anastasiya Pavlova · Solomiya Trapeznikova · Ucrania |
| Arco compuesto individual (19.02) | Natalia Avdeyeva · Rusia                                    | Yeşim Bostan Turquía                                                  | Dawn Groszko · Canadá                                                     |
| Arco compuesto por equipo (19.02) | Mary Hamm Paige Pearce-Gore Breanna Theodore Estados Unidos | Natalia Avdeyeva · Viktoriya Balzhanova · Alexandra Savenkova · Rusia | Dawn Groszko · Madison Hart · Fiona McClean · Canadá                      |

## Medallero
| Núm. | País           | Oro | Plata | Bronce | Total |
| ---- | -------------- | --- | ----- | ------ | ----- |
| 1    | Países Bajos   | 3   | 0     | 1      | 4     |
| 2    | Estados Unidos | 2   | 0     | 1      | 3     |
| 3    | Alemania       | 2   | 0     | 0      | 2     |
| 4    | Rusia          | 1   | 2     | 0      | 3     |
| 5    | Italia         | 0   | 2     | 0      | 2     |
| 6    | Australia      | 0   | 1     | 1      | 2     |
| 7    | Japón          | 0   | 1     | 0      | 1     |
| 7    | México         | 0   | 1     | 0      | 1     |
| 7    | Turquía        | 0   | 1     | 0      | 1     |
| 10   | Canadá         | 0   | 0     | 2      | 2     |
| 10   | Ucrania        | 0   | 0     | 2      | 2     |
| 12   | Francia        | 0   | 0     | 1      | 1     |
|      | TOTAL          | 8   | 8     | 8      | 24    |